# Киберэтнография
Киберэтнография (от англ. netnography; также сетнеография) — метод исследования, адаптированный из классической этнографии для изучения онлайн-культур и цифровых сообществ. Метод основан на наблюдении и анализе взаимодействий в интернет-пространстве, включая форумы, блоги, социальные сети и другие платформы. Термин был впервые предложен американским исследователем Робертом Козинцем в 1998 году.

## История
Метод киберэтнографии был разработан Робертом Козинцем в середине 1990-х годов как инструмент для анализа поведения потребителей в онлайн-среде. Первоначально он применялся для изучения интернет-дискуссий среди поклонников научно-фантастического сериала Star Trek. С течением времени методология распространилась за пределы маркетинга, найдя применение в социологии, антропологии, психологии, образовании и других областях.

## Методология
Киберэтнография основывается на принципах классической этнографии, но адаптирована для цифровой среды. Основные этапы исследования включают:
- Выбор онлайн-сообщества: определение релевантного интернет-сообщества для исследования;
- Сбор данных: наблюдение за взаимодействиями участников, сбор текстовых и мультимедийных материалов;
- Анализ данных: интерпретация собранной информации с учетом культурного контекста;
- Интерпретация результатов: формулирование выводов о культурных особенностях и поведении сообщества.

Метод позволяет исследователю погрузиться в онлайн-культуру, анализируя естественные, неинтервьюируемые данные, что обеспечивает более глубокое понимание исследуемого феномена.

## Этические аспекты
Киберэтнография поднимает ряд этических вопросов, связанных с конфиденциальностью и информированным согласием участников. Несмотря на то, что данные в интернете могут быть публичными, исследователи должны соблюдать этические нормы, включая:
- Анонимизацию личных данных;
- Получение согласия на использование цитат, особенно если информация может идентифицировать участника;
- Уважение к сообществу и его нормам[2].

## Применение
Киберэтнография широко применяется в различных областях:
- Маркетинг: анализ потребительского поведения и предпочтений;
- Социология и антропология: изучение онлайн-культур и сообществ;
- Образование: исследование образовательных онлайн-платформ и взаимодействий;
- Психология: анализ поведения и взаимодействий в цифровой среде.

Метод позволяет исследователям получать инсайты о поведении и мотивациях участников онлайн-сообществ, что особенно ценно в условиях цифровизации общества.

## Критика
Несмотря на преимущества, киберэтнография сталкивается с критикой:
- Ограниченная репрезентативность: результаты могут не отражать поведение всех участников сообщества;
- Этические сложности: трудности в получении информированного согласия и обеспечении конфиденциальности;
- Интерпретационные вызовы: сложность в интерпретации онлайн-взаимодействий без контекста офлайн-поведения.